# کویرلا

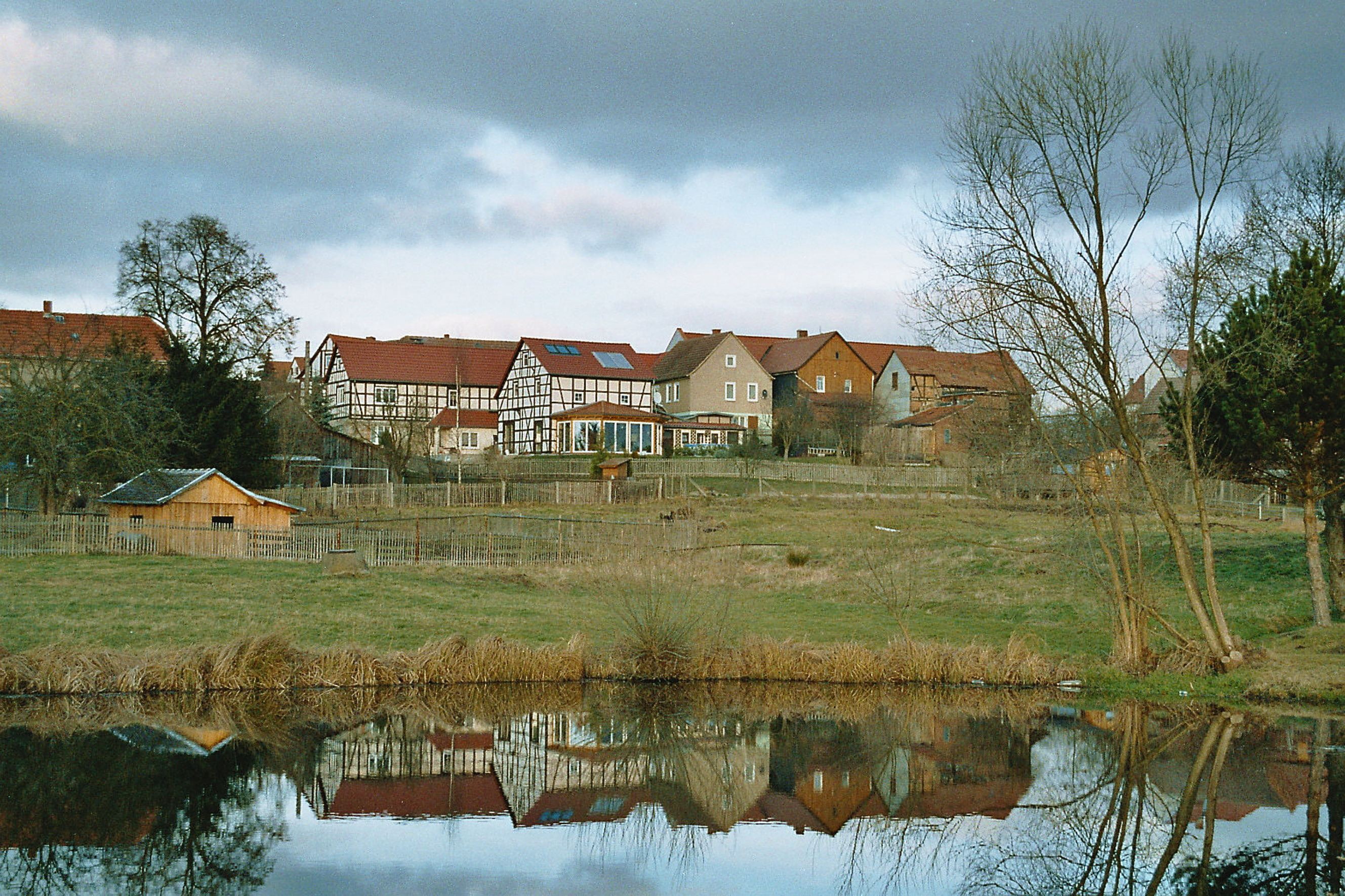
کویرلا در روزی افتابی

کویرلا (به آلمانی: Quirla) یک شهر در آلمان است که در تورینگن واقع شده‌است. کویرلا ۵۰۴ نفر جمعیت دارد.